# Liste der Biografien/Frab
Liste der Biografien |
Portal Biografien |
Personensuche
# |
A |
B |
C |
D |
E |
F |
G |
H |
I |
J |
K |
L |
M |
N |
O |
P |
Q |
R |
S |
T |
U |
V |
W |
X |
Y |
Z |
?
 
Fa |
Fe |
Ff |
Fh |
Fi |
Fj |
Fk |
Fl |
Fm |
Fn |
Fo |
Fr |
Ft |
Fu |
Fy
 
Fra |
Frc |
Fre |
Frg |
Fri |
Frk |
Frl |
Fro |
Fru |
Fry
 
Fraa |
Frab |
Frac |
Frad |
Frae |
Fraf |
Frag |
Frah |
Frai |
Fraj |
Frak |
Fral |
Fram |
Fran |
Frao |
Frap |
Fraq |
Frar |
Fras |
Frat |
Frau |
Frav |
Fraw |
Fray |
Fraz
Die Liste der Biografien führt alle Personen auf, die in der deutschsprachigen Wikipedia einen Artikel haben. Dieses ist eine Teilliste mit 6 Einträgen von Personen, deren Namen mit den Buchstaben „Frab“ beginnt.

## Frab

### Frabe
- Fräbel, Hans (1924–1997), deutscher Motorradrennfahrer
- Fräbel, Merle (* 2003), deutsche RennrodlerinMerle Fräbel (* 2003)

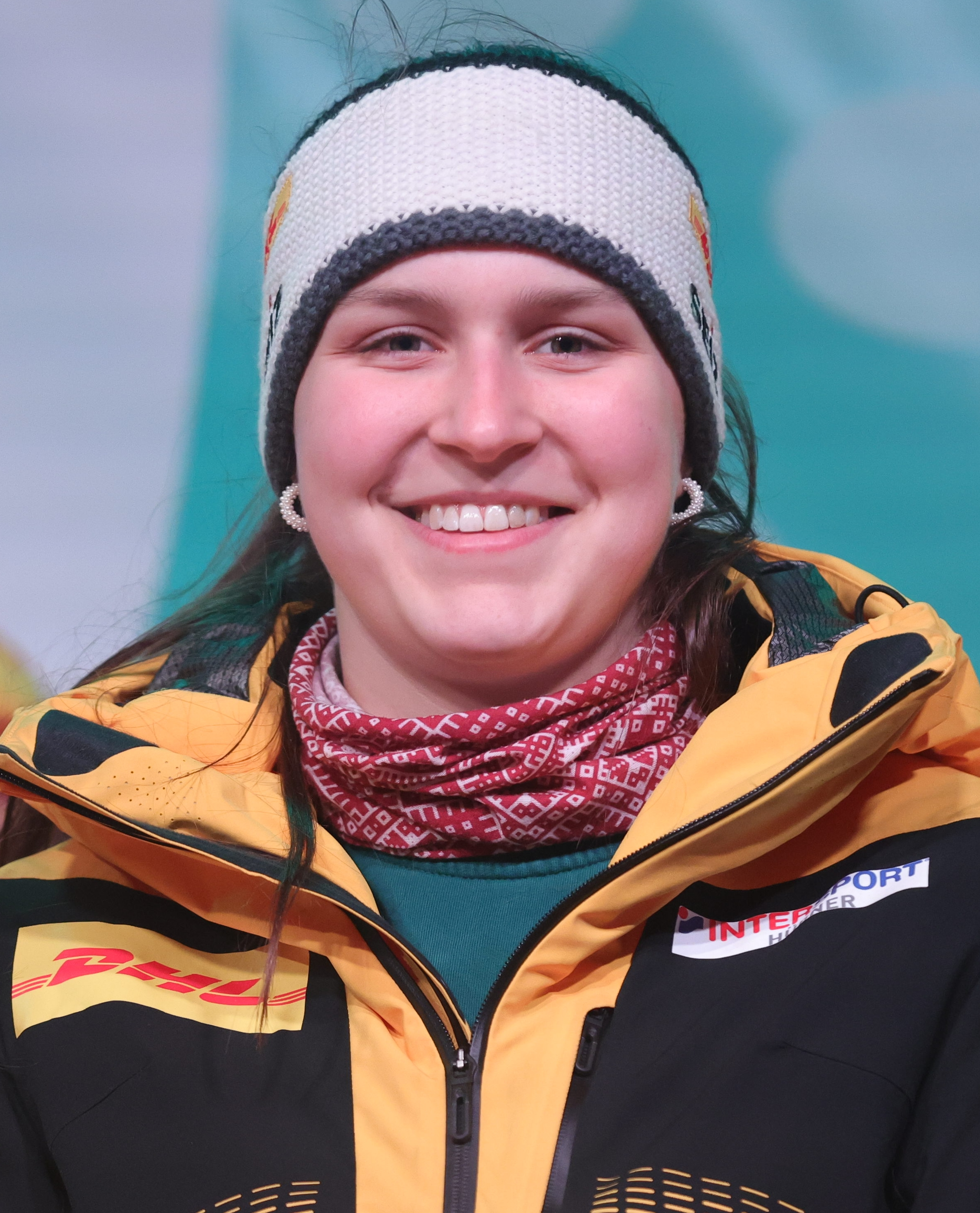
Merle Fräbel (* 2003)

- Fraberger, Georg (* 1973), österreichischer Psychologe und Autor
- Fraberger, Hans (1905–1948), österreichischer Boxer

### Frabo
- Frabokht, Katholikos der Kirche des Ostens in Seleukia-Ktesiphon
- Frabotta, Gianluca (* 1999), italienischer Fußballspieler